# Harwick

Die Bauerschaft Harwick nördlich von Gescher im 19. Jahrhundert

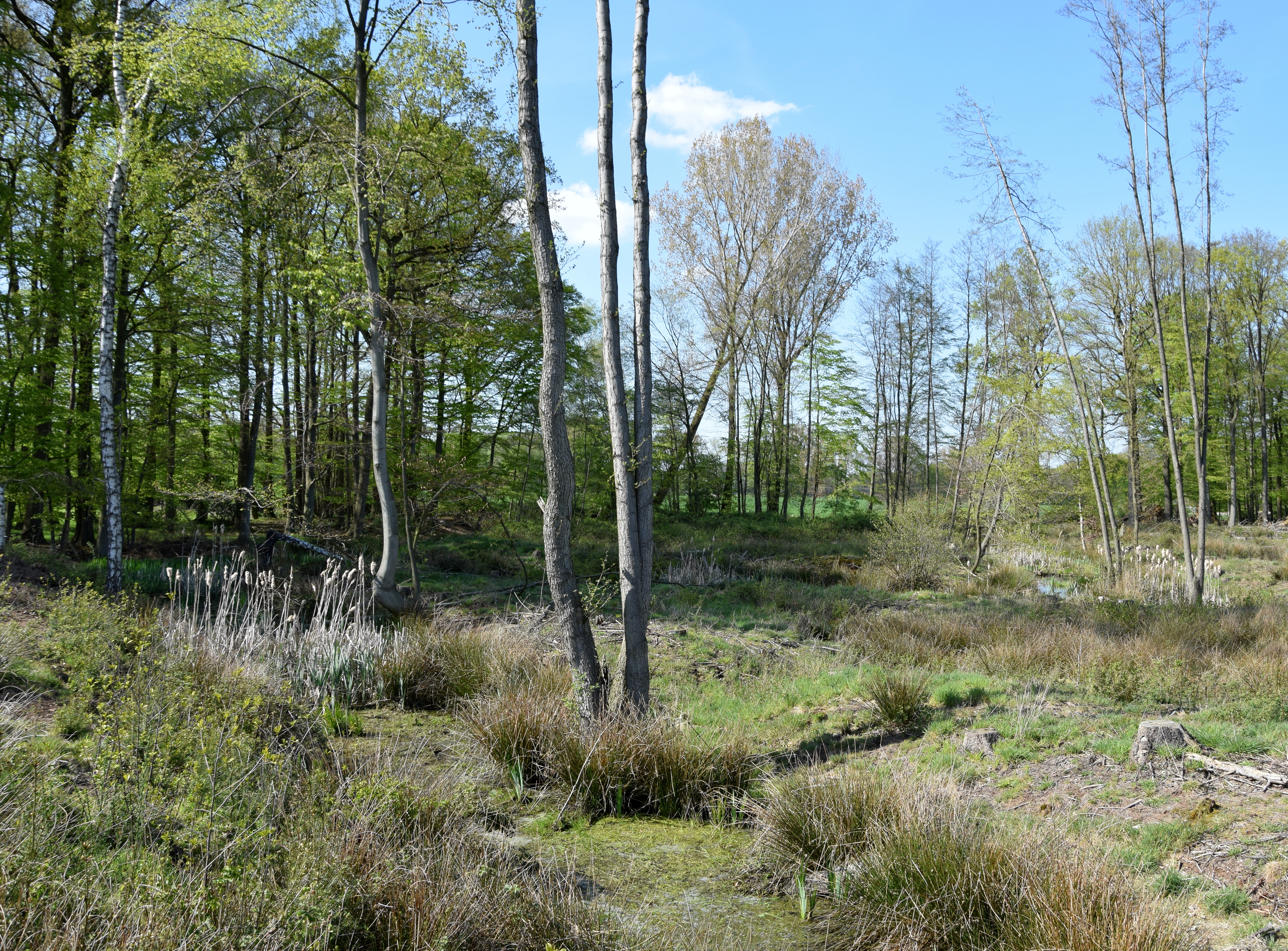
Gräftenanlage Harwick

Harwick ist eine münsterländische Bauerschaft und ein Teil der Stadt Gescher im Kreis Borken in Nordrhein-Westfalen. Bis 1969 war Harwick eine Gemeinde im alten Kreis Coesfeld.

## Geografie
Harwick liegt nördlich  der Kernstadt Gescher, deren Bebauung sich im Verlauf des 20. Jahrhunderts in den Süden von Harwick ausdehnte. Die ehemalige Gemeinde Harwick besaß eine Fläche von 9,1 km². Ein Teil von Harwick liegt im Landschaftsschutzgebiet Harwick-Berkel.

## Geschichte
Das Gebiet der Gemeinde Harwick gehörte nach der Napoleonischen Zeit zunächst zur Bürgermeisterei Gescher im 1816 gegründeten Kreis Coesfeld. 
Mit der Einführung der Westfälischen Landgemeindeordnung wurde 1843 aus der Bürgermeisterei Gescher das Amt Gescher, zu dem die sechs Gemeinden Büren, Estern, Gescher, Harwick, Tungerloh-Capellen und Tungerloh-Pröbsting gehörten.
Durch das Gesetz zur Neugliederung von Gemeinden des Landkreises Coesfeld wurden am 1. Juli 1969 alle sechs Gemeinden des Amtes Gescher, darunter auch Harwick,  zur neuen Stadt Gescher zusammengeschlossen.

## Einwohnerentwicklung
| Jahr | Einwohner | Quelle |
| ---- | --------- | ------ |
| 1858 | 396       | [ 3 ]  |
| 1885 | 391       | [ 4 ]  |
| 1910 | 485       | [ 5 ]  |
| 1939 | 914       | [ 6 ]  |
| 1950 | 1240      | [ 1 ]  |
| 1969 | 1906      | [ 1 ]  |

## Gegenwart
Ein Träger des lokalen Brauchtums ist die St. Ludgerus Schützengilde Harwick. Im Norden der Bauerschaft liegt als Bodendenkmal eine gut erhaltene Gräftenanlage.